# Anisotremus caesius
Anisotremus caesius är en fiskart som först beskrevs av Jordan och Gilbert 1882.  Anisotremus caesius ingår i släktet Anisotremus och familjen Haemulidae. IUCN kategoriserar arten globalt som livskraftig. Inga underarter finns listade i Catalogue of Life.